# Julien Denormandie
Julien Denormandie (Cahors, 14 agosto 1980) è un ingegnere e politico francese.
Dal 6 luglio 2020 al 20 maggio 2022 è stato ministro dell'Agricoltura e dell'Alimentazione all'interno del governo Castex. In precedenza è stato ministro delegato per la Città e l'Alloggiamento nel governo Philippe II.